# 鄫国故城遗址
鄫国故城遗址，位于山东省临沂市兰陵县车辋乡城村、城后村，1977年12月23日公布为山东省文物保护单位，2013年3月5日公布为第七批全国重点文物保护单位。